# To Be Continued (클릭비의 노래)
《To Be Continued》는 2011년 8년만에 뭉친 Click-B의 첫 번째 디지털 싱글앨범으로 2011년 4월 13일에 발매되었다.

## 트랙리스트
1. 말처럼 되지가
2. Always
3. 말처럼 되지가(Inst.)
4. Always(Inst.)

## 설명
- 클릭비 멤버들이 프로듀싱부터 곡 작업까지 참여했다.
- 김태형은 소속사 옮긴 후 연기자 준비하고 있었으며 옮긴 소속사에서 클릭비로 앨범내는 것을 반대해서 앨범에 참여 못하였다.[2]